# Andrij Serdinow
Andrij Serdinow (ukrainisch Андрій Сердінов, wiss. Transliteration Andrij Serdinov; * 17. November 1982 in Luhansk) ist ein ukrainischer Schwimmer. Seine Spezialstrecken sind die kurzen Schmetterlingsstrecken.

## Rekorde
| Europarekorde (1)      | Europarekorde (1) | Europarekorde (1) | Europarekorde (1) |
| ---------------------- | ----------------- | ----------------- | ----------------- |
| 100 m Schmetterling    | 00:51,36 min      | 20. August 2004   | Athen             |
| (Stand: 30. Juli 2008) |                   |                   |                   |